# Olaf K. Bjerke
Olaf Knutsen Bjerke (1863, Voss – 1931, Oslo) var en norsk film-pionér.
Olaf K. Bjerke var en instrumentmager fra Voss, som i slutningen af 1890'erne havde hjulpet nogen som viste film i Oslo med at løse nogen tekniske problemer. Dette gjorde ham interesseret og han begyndte at rejse rundt i landet med hans mobile biograf. I 1905 startede han en fast biograf-drift i Torggata 17b (Regulator kino). Det gik dårligt for biografen og den blev derfor flyttet til Tordenskjoldsgate og fik navnet La Ferme. Bjerke åbnede senere Cordial kino, som han drev indtil den brændte ned i 1918.
Bjerke var også en pionér indenfor lydfilm, og prøvede tidligt at få en fonograf til at gå synkront med filmprojektoren, men da dette viste sig at være meget vanskeligt gav han op og gik tilbage til stumfilm.
I tillæg til biograf-driften arbejdede Bjerke også med filmudlejning og -produktion i sit eget selskab Cordial Filmcompagni. Bjerke var en af de mange som filmede kroningen i Trondheim i 1906 og han producerede også en række korte fiktive film. Hans længste fiktive film var Anny – en gatepiges roman, som han selv også fotograferede.
Efter biografbranden på Cordial i 1918 rejste Bjerke hjem til Voss, hvor han blev taxachauffør, men han filmede også de lokale begivenheder.
På sine ældre dage drog Bjerke nok en gang til Oslo, hvor han boede til han døde.